# Lehaucourt
Lehaucourt (bis 1998: Le Haucourt) ist eine französische Gemeinde mit 832 Einwohnern (Stand: 1. Januar 2022) im Département Aisne in der Region Hauts-de-France (vor 2016 Picardie). Sie gehört zum Arrondissement Saint-Quentin und zum Kanton Bohain-en-Vermandois. Die Einwohner werden Haucourtois genannt.

## Geografie
Die Gemeinde Lehaucourt liegt etwa 17 Kilometer nördlich von Saint-Quentin. Durch die Gemeinde führt der Canal de Saint-Quentin, teilweise unterirdisch. Nachbargemeinden von Lehaucourt sind Magny-la-Fosse im Norden, Levergies im Nordosten, Lesdins im Osten, Omissy im Südosten, Fayet im Süden und Südwesten, Gricourt im Südwesten und Westen, Pontruet im Westen sowie Bellenglise im Nordwesten. Im Norden der Gemeinde Lehaucourt steht ein Windpark mit vier Windkraftanlagen, im Süden fünf Windräder eines interkommunalen Windparks.

## Geschichte
Lehaucourt war Schauplatz der Schlacht am Saint-Quentin-Kanal Ende September 1918.

### Bevölkerungsentwicklung
| Jahr                       | 1962 | 1968 | 1975 | 1982 | 1990 | 1999 | 2006 | 2012 | 2022 |
| Einwohner                  | 387  | 428  | 760  | 764  | 803  | 832  | 770  | 930  | 832  |
| Quellen: Cassini und INSEE |      |      |      |      |      |      |      |      |      |

## Sehenswürdigkeiten
- Kirche Saint-Géry, nach dem Ersten Weltkrieg wieder aufgebaut
- Kanaltunnel „Souterrain de Tronquoy“

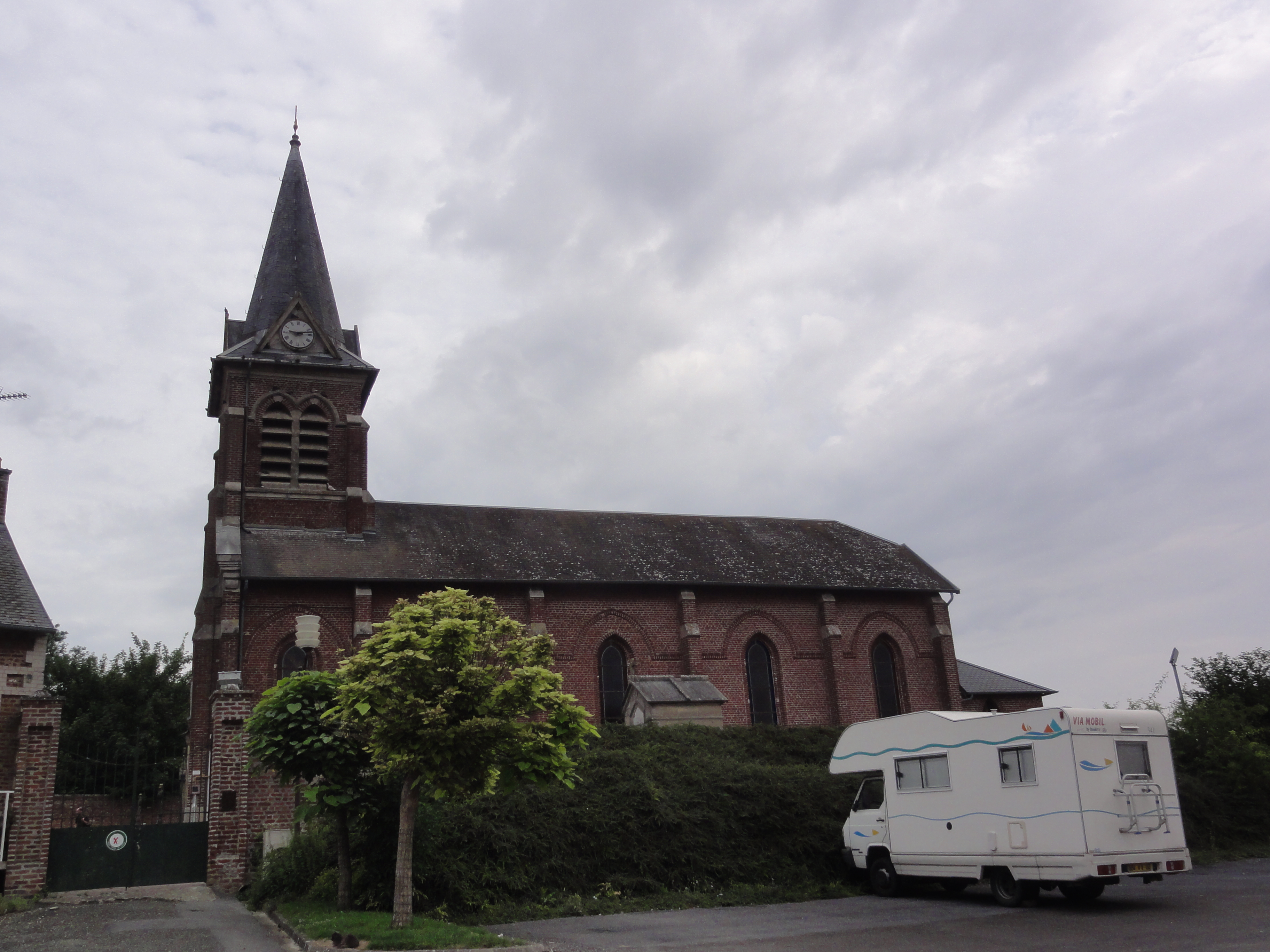
Kirche Saint-Géry
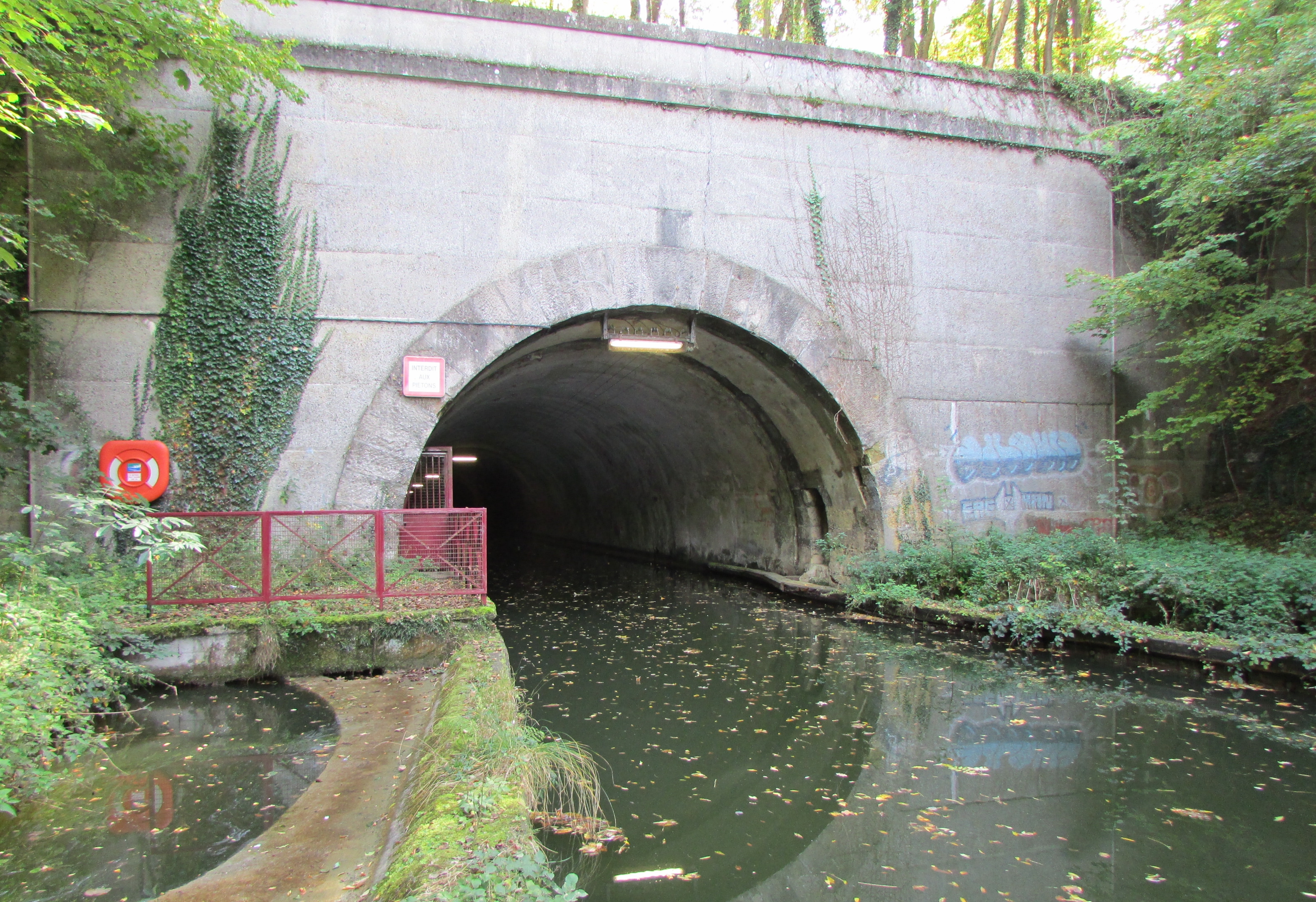
Nördliche Tunneleinfahrt des Saint-Quentin-Kanals
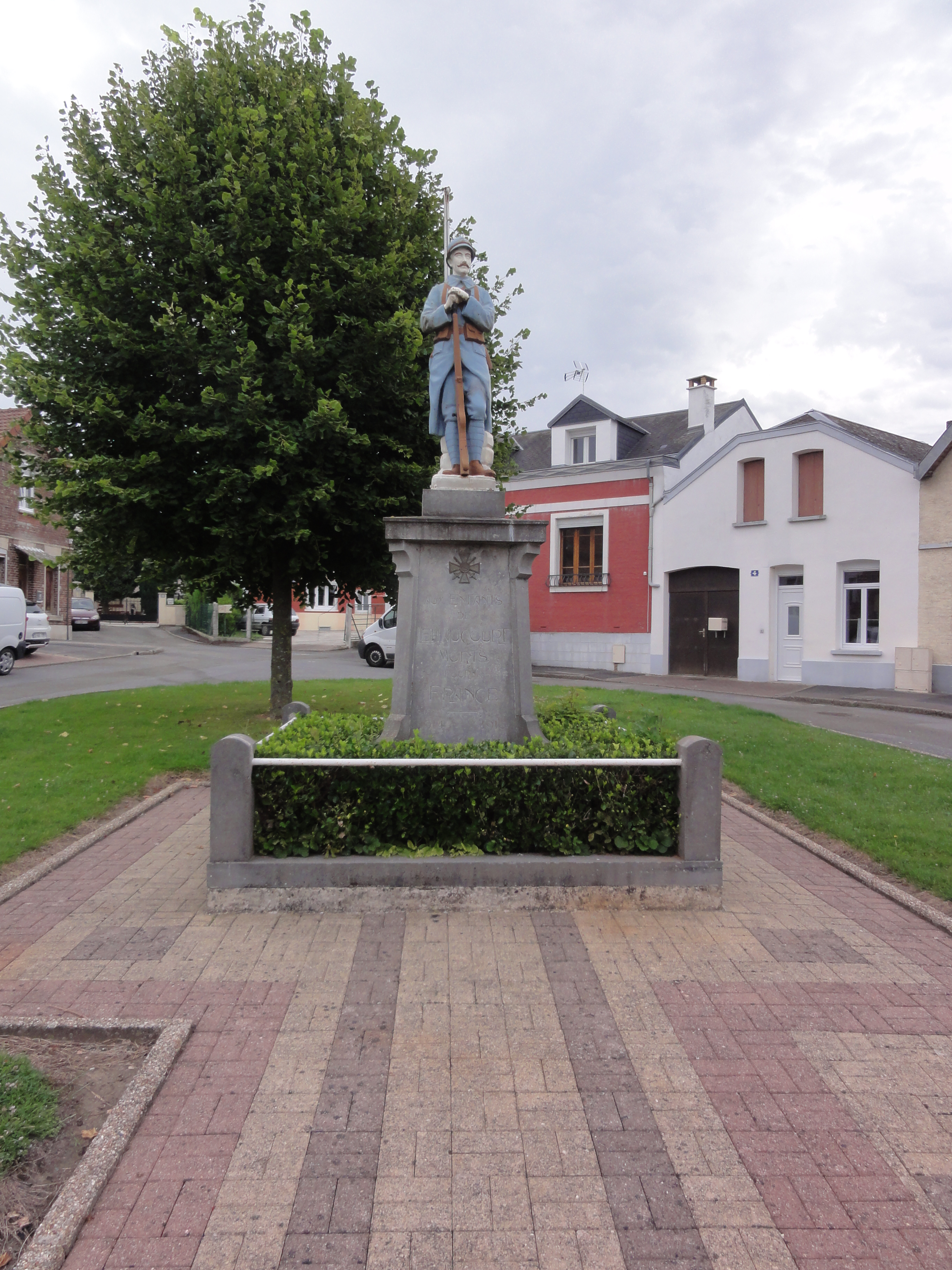
Gefallenendenkmal